# 八代南インターチェンジ
八代南インターチェンジ（やつしろみなみインターチェンジ）は、熊本県八代市平山新町にある南九州西回り自動車道（八代日奈久道路）のインターチェンジである。

## 道路
- E3A 南九州西回り自動車道（八代日奈久道路）(1番)

## 接続する道路
- 国道3号

## 料金所

### 入口
- ブース数:2
  - 一般:1
  - ETC専用:1

### 出口
- ブース数:2
  - 一般:1
  - ETC専用:1

## 周辺情報
- 国土交通省 九州地方整備局 熊本河川国道事務所 八代維持出張所
- セブンイレブン 八代敷川内町店
- 久留米運送八代営業所[1]

近隣に木村建設本社が存在した。

## 隣
E3A 南九州西回り自動車道（八代日奈久道路）
(18-1)八代JCT - (1)八代南IC  -  (2)日奈久IC/TB